# Hear What I Say
Hear What I Say ("Oye lo que digo", en español) es el quinto álbum de la cantante alemana C.C. Catch publicado en 1989. El álbum contiene 10 canciones de estilo new jack swing y house, y es el primer álbum de C.C. Catch que no es producido por Dieter Bohlen.

## Lista de canciones
| N.º | Título                            | Escritor(es)                            | Duración |  |
| 1.  | «Midnight Hour»                   | Cindy Valentine, Tony Green             | 4:35     |  |
| 2.  | «Big Time»                        | C.C. Catch, Georg y Martin Koppehele    | 3:51     |  |
| 3.  | «Love Away»                       | Dave Clayton, Jo Dworniak y C. C. Catch | 4:12     |  |
| 4.  | «Give Me What I Want»             | Dave Clayton, Jo Dworniak y C. C. Catch | 3:47     |  |
| 5.  | «I'm Gonna Miss You»              | Mennana Szimanneck, Peter Szimanneck    | 5:40     |  |
| 6.  | «Backgirl»                        | Andreas Van Kane, Nicholas Marriot      | 3:31     |  |
| 7.  | «Can't Catch Me»                  | Dave Clayton, Jo Dworniak y C. C. Catch | 3:51     |  |
| 8.  | «Hear What I Say»                 | Dave Clayton, Jo Dworniak y C. C. Catch | 3:49     |  |
| 9.  | «Nothing's Gonna Change Our Love» | Dave Clayton, Jo Dworniak y C. C. Catch | 3:50     |  |
| 10. | «Feels Like Heaven»               | Dave Clayton, Jo Dworniak y C. C. Catch | 5:20     |  |

## Posición en las listas
| Chart 1989 | Máxima Posición |
| ---------- | --------------- |
| Alemania   | 77              |

## Créditos
- Producción: Andy Taylor (canciones: 1, 5, 6), Avenue (canción 2), Dave Clayton (canciones: 3, 4, 7 a 10), Jo Dworniak (canciones: 3, 4, 7 a 10)
- Dirección: Simon Napier-Bell
- Masterización: Ian Cooper en Townhouse Studios
- Diseño de portada: Michael Behr
- Fotografía de portada: Brian Aris